# Mojżesz Węgrzyn
Mojżesz Węgrzyn (ur. 990/995 w Transylwanii – zm. 1043) – święty mnich prawosławny. 
Pochodził z Węgier, na Ruś przybył według hagiografii razem z dwoma braćmi. Wszyscy wstąpili na służbę do księcia rostowskiego Borysa jako członkowie jego drużyny. Brat Mojżesza zginął razem z księciem i jego bratem Glebem, jednak przyszłemu świętemu udało się dotrzeć do Kijowa, gdzie zapragnął zostać mnichem. Został jednak wzięty do niewoli w czasie wyprawy kijowskiej Bolesława Chrobrego i wrócił do Kijowa dopiero siedem lat później. 
Według opowiadania zawartego w Pateryku Kijowsko-Pieczerskim, w przebywającym w niewoli Mojżeszu zakochała się bogata wdowa i wykupiła go z niewoli. Mężczyzna odmawiał jednak poślubienia jej, gdyż w czasie pobytu w Polsce spotkał się z mnichem prawosławnym podróżującym na Ruś z Athosu, który przyjął jego śluby monastyczne (według innej wersji złożył śluby zakonne w monasterze w Zimnem ok. 1018). Wówczas kobieta nakazała go wykastrować. Dopiero po śmierci wdowy Mojżesz zdołał wrócić do Kijowa, gdzie został przyjęty do Monasteru Kijowsko-Pieczerskiego. Według tradycji zmarł w 1043 w opinii świętości. 
Trzeci z braci również został mnichem, zakładając w Torżoku na ziemi twerskiej monaster Świętych Borysa i Gleba. Był to trzeci ośrodek męskiego życia monastycznego na ziemiach ruskich.
Mojżesz należy do ustanowionego w 2011 Soboru Świętych Kijowskich.